# Kolonia Rokitno
Kolonia Rokitno (do 31 grudnia 2021 Rokitno – kolonia w Polsce położona w województwie lubelskim, w powiecie bialskim, w gminie Rokitno.
W latach 1975–1998 miejscowość administracyjnie należała do województwa bialskopodlaskiego.
Wieś jest sołectwem w gminie Rokitno.
Wierni Kościoła rzymskokatolickiego należą do parafii Trójcy Świętej w Rokitnie.